# George J. Folsey
George J. Folsey (* 2. Juli 1898 in New York City, New York; † 1. November 1988 in Santa Monica, Kalifornien) war ein US-amerikanischer Kameramann.

## Leben und Werk
George J. Folsey begann seine Karriere 1913 als Laufbursche bei der von Jesse L. Lasky mitgegründeten Jesse L. Lasky Feature Play Company in New York City. Nur wenige Monate später wurde er bereits Kameraassistent in einer Stummfilmproduktion bei Henry Lyman Broening. Im Jahr 1919 arbeitete er bereits als zweiter Kameramann in der Filmproduktion His Bridal Night von Filmregisseur Kenneth S. Webb, die er nach dem Ausstieg von Jacques Montéran alleine zu Ende filmte. Die Schauspielerin Alice Brady war von seiner Arbeit fasziniert und buchte ihn als Kameramann für ihre nächste Filmproduktion.
Folsey war in 168 Filmproduktionen von 1919 bis 1976 für die Bildgestaltung verantwortlich. Er war bei vielen MGM-Musicalfilmen wie Meet Me in St. Louis, The Harvey Girls und Eine Braut für sieben Brüder der Kameramann, aber auch bei dem Science-Fiction-Klassiker Alarm im Weltall für das Bild zuständig. In den Jahren 1956 bis 1957 war er der Präsident der American Society of Cinematographers.
Für seine Arbeit wurde er insgesamt 13 Mal für einen Oscar nominiert, den er allerdings nie gewinnen konnte. Wenige Monate vor seinem Tod wurde er immerhin mit dem ersten ASC Lifetime Achievement Award der American Society of Cinematographers geehrt.
Sein Sohn George Folsey Jr. (1939–2024) war ein bekannter Filmproduzent und Filmeditor.

## Filmografie (Auswahl)
- 1926: Eheketten (Mismates)
- 1927: Susannes erstes Abenteuer (Naughty But Nice)
- 1927: Was eine schöne Frau begehrt (The American Beauty)
- 1929: The Letter
- 1929: Applaus (Applause)
- 1929: The Cocoanuts
- 1930: The Big Pond
- 1930: Animal Crackers
- 1930: Laughter
- 1930: The Royal Family of Broadway
- 1931: Der lächelnde Leutnant (The Smiling Lieutenant)
- 1931: Die Flucht vor dem Kerker (Stolen Heaven)
- 1932: The Animal Kingdom
- 1933: Rendez-vous in Wien (Reunion in Vienna)
- 1933: Storm at Daybreak
- 1934: Heirate nie beim ersten Mal (Forsaking All Others)
- 1934: In goldenen Ketten (Chained)
- 1934: Geheimagent 13 (Operator 13)
- 1935: Wo die Liebe hinfällt (I Live My Life)
- 1936: Der große Ziegfeld (The Great Ziegfeld)
- 1936: The Gorgeous Hussy
- 1937: Die Braut trug Rot (The Bride Wore Red)
- 1937: The Last of Mrs. Cheyney
- 1938: Mannequin
- 1938: Marie-Antoinette
- 1938: Brennendes Feuer der Leidenschaft (The Shining Hour)
- 1939: Lady of the Tropics
- 1939: Remember?
- 1940: Dritter Finger, linke Hand (Third Finger, Left Hand)
- 1941: Komm, bleib bei mir (Come Live with Me)
- 1941: Dr. Kildare: Der Hochzeitstag (Dr. Kildare’s Wedding Day)
- 1941: Lady Be Good
- 1942: Dr. Gillespie’s New Assistant
- 1943: Nacht der tausend Sterne (Thousands Cheer)
- 1943: Kampf in den Wolken (A Guy Named Joe)
- 1944: Die weißen Klippen (The White Cliffs of Dover)
- 1944: Meet Me in St. Louis
- 1945: Broadway Melodie 1950 (Ziegfeld Follies)
- 1945: Urlaub für die Liebe (The Clock)
- 1946: The Harvey Girls
- 1946: Das Vermächtnis (The Green Years)
- 1946: Bis die Wolken vorüberzieh’n (Till the Clouds Roll By)
- 1946: Geheimnis des Herzens (The Secret Heart)
- 1947: Taifun (Green Dolphin Street)
- 1948: Der beste Mann (State of the Union)
- 1949: Der Spieler (The Great Sinner)
- 1949: Ehekrieg (Adam's Rib)
- 1949: Malaya
- 1949: Spiel zu dritt (Take Me Out to the Ball Game)
- 1950: Von Katzen und Katern (The Big Hangover)
- 1950: Mein Leben gehört mir (A Life of Her Own)
- 1951: Der Mann in Schwarz (The Man with a Cloak)
- 1951: Tal der Rache (Vengeance Valley)
- 1951: Der Gauner und die Lady (The Law and the Lady)
- 1952: Männer machen Mode (Lovely to Look At)
- 1952: Die goldene Nixe (Million Dollar Mermaid)
- 1953: Die schwarze Perle (All the Brothers Were Valiant)
- 1954: Die Intriganten (Executive Suite)
- 1954: Verwegene Landung (Men of the Fighting Lady)
- 1954: Eine Braut für sieben Brüder (Seven Brides for Seven Brothers)
- 1955: The Battle of Gettysburg
- 1956: Die erste Kugel trifft (The Fastest Gun Alive)
- 1956: Alarm im Weltall (Forbidden Planet)
- 1956: Die Macht und ihr Preis (The Power and the Prize)
- 1958: Torpedo los! (Torpedo Run)
- 1960: Eine Frau für zwei Millionen (Cash McCall)
- 1963: Der Balkon (The Balcony)